# The Black & Blue Tour
The Black & Blue Tour fue la quinta gira mundial de conciertos de los Backstreet Boys en apoyo de su cuarto álbum Black & Blue y tuvo lugar en 2001. La primera etapa comenzó el 22 de enero de 2001 en los Estados Unidos y la segunda etapa inició el 8 de junio en la ciudad natal del grupo, Orlando (Florida) y se suspendió temporalmente el 9 de julio, para que AJ McLean buscara tratamiento para la depresión clínica que condujo a ataques de ansiedad y al consumo excesivo de alcohol. Se reanudó el 24 de agosto en Milwaukee (Wisconsin) y terminó el 19 de octubre en Paradise (Nevada). La banda continuó su gira alrededor del mundo antes de que llegara a su fin a finales de 2001. Recaudó más de USD 315 millones en todo el mundo, convirtiéndose en la gira de conciertos más taquillera de un artista en general del año. La gira fue patrocinada por Burger King, Kellogg's y Polaroid.
El 11 de septiembre de 2001, la esposa de Brian Littrell, Leighanne, y el miembro de la producción de la banda, Daniel Lee, estaban programados para volar desde Boston, donde el grupo tocó su quinto show agotado la noche anterior, de regreso a Los Ángeles a bordo del Vuelo 11 de American Airlines. Leighanne Littrell canceló su vuelo la noche anterior ya que quería pasar más tiempo con su esposo, pero Lee fue una de las 92 personas que murieron a bordo del vuelo 11 después de que fuera secuestrado y se estrellara contra la Torre Norte del World Trade Center en la ciudad de Nueva York. Cerca del final del concierto en Toronto el 12 de septiembre, Littrell dio un breve discurso en memoria de Daniel Lee y dirigió a toda el público en un momento de silencio por Lee y todos los que murieron ese día.

## Teloneros
- Myra
- Krystal Harris
- Destiny's Child  (27 de enero – 15 de febrero de 2001)
- Shaggy (8 de junio – 7 de julio de 2001)
- Sisqó  (24 de agosto – 19 de octubre de 2001)

## Fase de Norteámerica
- 22 de enero de 2001 Fort Lauderdale, National Car Rental Center
- 23 de enero de 2001 Fort Lauderdale, National Car Rental Center
- 24 de enero de 2001 Fort Lauderdale, National Car Rental Center
- 26 de enero de 2001 Charlotte, Charlotte Coliseum
- 27 de enero de 2001 Atlanta, Georgia Dome
- 30 de enero de 2001 Philadelphia, First Union Center
- 31 de enero de 2001 Philadelphia, First Union Center
- 2 de febrero de 2001 Washington D. C., MCI Center
- 3 de febrero de 2001 East Rutherford, Continental Airlines Arena
- 4 de febrero de 2001 Uniondale, Nassau Coliseum
- 5 de febrero de 2001 Uniondale, Nassau Coliseum
- 7 de febrero de 2001 Toronto, SkyDome
- 8 de febrero de 2001 Pittsburgh, Mellon Arena
- 9 de febrero de 2001 Pittsburgh, Mellon Arena
- 12 de febrero de 2001 Chicago, Allstate Arena
- 13 de febrero de 2001 Chicago, Allstate Arena
- 15 de febrero de 2001 Pontiac, Pontiac Silverdome
- 17 de febrero de 2001 Minneapolis, Target Center
- 18 de febrero de 2001 Grand Forks, Alerus Center
- 20 de febrero de 2001 Denver, Pepsi Center
- 23 de febrero de 2001 Vancouver, General Motors Place
- 25 de febrero de 2001 Tacoma, Tacoma Dome
- 26 de febrero de 2001 Tacoma, Tacoma Dome
- 27 de febrero de 2001 Portland, Rose Garden
- 1 de marzo de 2001 Oakland, The Arena in Oakland
- 2 de marzo de 2001 Oakland, Oakland Arena
- 4 de marzo de 2001 Sacramento, Arco Arena
- 5 de marzo de 2001 Sacramento, Arco Arena
- 8 de marzo de 2001 Las Vegas, MGM Grand Garden Arena
- 10 de marzo de 2001 Las Vegas, MGM Grand Garden Arena
- 12 de marzo de 2001 Phoenix, America West Arena
- 13 de marzo de 2001 Phoenix, America West Arena
- 14 de marzo de 2001 Los Ángeles, Staples Center
- 15 de marzo de 2001 Los Ángeles, Staples Center
- 17 de marzo de 2001 San Diego, San Diego Sports Arena
- 18 de marzo de 2001 San Diego, San Diego Sports Arena
- 23 de marzo de 2001 Ciudad de México, Foro Sol
- 24 de marzo de 2001 Ciudad de México, Foro Sol
- 25 de marzo de 2001 Ciudad de México, Foro Sol

## Fase de Latinoamérica
- 28 de abril de 2001, Buenos Aires, Argentina, Estadio River Plate
- 3 de mayo de 2001, Río de Janeiro, Brasil, Estádio do Maracanã
- 5 de mayo de 2001, São Paulo, Brasil, Sambódromo de Anhembi
- 6 de mayo de 2001, São Paulo, Brasil, Sambódromo de Anhembi
- 9 de mayo de 2001, Maracaibo, Venezuela, Estadio Luis Aparicio el Grande
- 12 de mayo de 2001, Caracas, Venezuela, Poliedro de Caracas
- 13 de mayo de 2001, Caracas, Venezuela, Poliedro de Caracas
- 16 de mayo de 2001, Panamá, Panamá, Estadio Nacional de Panamá
- 19 de mayo de 2001, San Juan, Puerto Rico, Estadio Hiram Bithorn
- 20 de mayo de 2001, San Juan, Puerto Rico, Estadio Hiram Bithorn

## Segunda fase de Norteámerica
- 6/8 - Orlando, FL, TD Waterhouse Centre
- 6/9 - Tampa, FL, Ice Palace
- 6/11 - Atlanta, GA,, Philips Arena
- 6/12 - Greenville, SC
- 6/13 - Raleigh, NC, Entertainment & Sports Arena
- 6/15 - Washington D. C. , Nissan Pavilion at Stone Ridge
- 6/17 - Greensboro, NC, Greensboro Coliseum
- 6/20 - Indianápolis, IN, Verizon Wireless Music Center
- 6/21 - Lexington, KY, Rupp Arena
- 6/22 - Columbus, OH, Nationwide Arena
- 6/23 - Nashville, TN, Gaylord Entertainment Center
- 6/25 - Burgettstown, PA, Post-Gazette Pavilion at Star Lake
- 6/26 - Burgettstown, PA, Post-Gazette Pavilion at Star Lake
- 6/28 - Hartford, CT, Meadows Music Theater
- 6/29 - Hartford, CT, Meadows Music Theater
- 6/30 - Albany, NY, Pepsi Arena
- 7/1 - Albany, NY, Pepsi Arena
- 7/3 - Camden, NJ, Blockbuster - Sony E Center
- 7/5 - Hershey, PA, Hersheypark Stadium
- 7/6 - Boston, MA, FleetCenter
- 7/7 - Boston, MA, FleetCenter
- 8/24 - Milwaukee, WI, Bradley Center
- 8/25 - Cincinnati, OH, Firstar Center
- 8/26 - St. Louis, MO, Riverport Amphitheatre
- 8/27 - Kansas City, MO, Kemper Arena
- 8/29 - Houston, TX, Compaq Center
- 8/30 - San Antonio, TX, Alamodome
- 8/31 - Dallas, TX, American Airlines Center
- 9/4 - Uniondale, NY,  Nassau Coliseum
- 9/6 - East Rutherford, NJ, Continental Airlines Arena
- 9/7 - East Rutherford, NJ, Continental Airlines Arena
- 9/8 - Boston, MA, FleetCenter
- 9/9 - Boston, MA, FleetCenter
- 9/10 - Boston, MA, FleetCenter
- 9/12 - Toronto, ON, Canadá, Air Canada Centre
- 9/13 - Toronto, ON, Canadá, Air Canada Centre
- 9/14 - Toronto, ON, Canadá, Air Canada Centre
- 9/15 - Ottawa, Canadá, Corel Centre
- 9/17 - Montreal, Canadá, Molson Centre
- 9/18 - Buffalo, NY, HSBC Arena
- 9/19 - Cleveland, OH, Gund Arena
- 9/20 - Detroit, MI, The Palace of Auburn Hills
- 9/22 - Chicago, IL, Tweeter Center
- 9/23 - Minneapolis, MN, Target Center
- 9/26 - Calgary, Canadá, Saddledome
- 9/27 - Calgary, Canadá, Saddledome
- 9/28 - Edmonton, Canadá, Skyreach Centre
- 10/1 - Vancouver, BC, General Motors Place
- 10/2 - Portland, OR, Rose Garden
- 10/4 - Boise, ID, The Idaho Center
- 10/5 - Salt Lake City, UT, Delta Center
- 10/7 - Albuquerque, NM, Journal Pavilion
- 10/10 - Denver, CO, Pepsi Center
- 10/12 - Phoenix, AZ, Desert Sky
- 10/13 - San Bernardino, CA, Glen Helen Blockbuster Pavilion
- 10/15 - San José, CA, San Jose Arena
- 10/17 - Bakersfield, CA, Centennial Garden
- 10/19 - Las Vegas, NV, MGM Grand Garden Arena

## Fase de Asia
- 11/19, Tokio, Japón, Tokyo Dome
- 11/20, Tokio, Japón, Tokyo Dome
- 11/21, Tokio, Japón, Tokyo Dome
- 11/23, Nagoya, Japón, Nagoya Dome
- 11/25, Osaka, Japón, Osaka Dome

## Setlist

### Norteamérica
Las siguientes canciones fueron interpretadas en Norteamérica, pero no en México
- Everyone
- Larger Than Life
- Shining Star
- What Makes You Different (Makes You Beautiful)
- Yes I Will
- More Than That
- I Want It That Way
- Not For Me
- Show Me The Meaning Of Being Lonely
- Quit Playing Games (With My Heart)
- As Long As You Love Me
- I'll Never Break Your Heart
- I Promise You (With Everything I Am)
- How Did I Fall In Love With You
- Time
- The Answer To Our Life
- All I Have To Give
- If You Stay
- Everybody (Backstreet's Back)
- Get Another Boyfriend
- The Call

Encore:
- Shape Of My Heart

### Latinoamérica
Las siguientes canciones fueron interpretadas el 23, 24, 25 de marzo de 2001 en el Foro Sol, Ciudad de México. No representa todos los conciertos de la gira
- Everyone
- Larger Than Life
- Shining Star
- What Makes You Different (Makes You Beautiful)
- Yes I Will
- More Than That
- I Want It That Way
- Not For Me
- Show Me The Meaning Of Being Lonely
- Quit Playing Games (With My Heart)
- As Long As You Love Me
- I'll Never Break Your Heart
- I Promise You (With Everything I Am)
- How Did I Fall In Love With You
- Time
- The Answer To Our Life
- All I Have To Give
- If You Stay
- Everybody (Backstreet's Back)
- Get Another Boyfriend
- The Call

Encore:
- Shape Of My Heart

### Setlist después del descanso
Las siguientes canciones cambiaron después de la pausa
- Everyone
- Larger Than Life
- Not For Me
- What Makes You Different (Makes You Beautiful)
- Yes I Will
- More Than That
- I Want It That Way
- Quit Playing Games (With My Heart)
- As Long As You Love Me
- I'll Never Break Your Heart
- Don´t Want You Back
- Show Me The Meaning Of Being Lonely
- How Did I Fall In Love With You
- Time
- The Answer To Our Life
- All I Have To Give
- If You Stay
- Shining Star
- Everybody (Backstreet's Back)
- Get Another Boyfriend
- The Call

Encore:
- Shape Of My Heart
- Drowning (Solo Japón)

## Equipo directivo
- Vocalistas: Kevin Richardson, Brian Littrell, Howie Dorough, Nick Carter, AJ McLean
- Director de la gira: Paul 'Skip' Rickert
- Asistente de la gira: Tim Krieg
- Co-Director: Denise McLean
- Codirectora: Nicole Peltz
- Enlace de prensa: Leila Eminson
- Contador: Vincent Corry
- Fotógrafo: Andre Csillig
- Director musical:
- Diseñador de vestuario: Jill Focke, Kerstin 'Kiki' Theileis, Janine Schreiber
- Coreógrafa: Fatima Robinson
- Coreógrafa asistente: Richard "Swoop" Whitebear*
- Web Master: Leigh Dorough

### Seguridad
- Billy Evans: Jefe de Seguridad/Seguridad de Nick
- Nelson Monteiro: Seguridad de Brian
- Raul Ibanez: Seguridad de Howie
- Marcus Johnson: Seguridad de AJ
- Carlos Cardenas: Seguridad de Kevin

### Banda
- Teclados: Darrell Smith, Dave Delhomme
- Guitarras: Andy Abad, Tariqh Akoni
- Percusión: Ramon Yslas
- Bajo: Sam Sims
- Batería: Teddy Campbell

### Bailarines
- Shannon Lopez
- Earl "Sleepy" Manning*
- Michelle Molchanov (Landau)
- Reginald "Reggie" Jackson*
- Lisa Fraser
- Richmond "Rich" Talauega**
- Anthony "Tone" Talauega**
- Nikki Tuazon
- Earl "Punch" Wright
- Russell Wright